# Communauté de communes de la Haute Combe de Savoie
Die Communauté de communes de la Haute Combe de Savoie ist ein ehemaliger französischer Gemeindeverband mit der Rechtsform einer Communauté de communes im Département Savoie, dessen Verwaltungssitz sich in dem Ort Grésy-sur-Isère befand.
Der Ende 2003 gegründete Gemeindeverband bestand aus 11 Gemeinden auf einer Fläche von 104,9 km2. Sein Gebiet umfasste einen Abschnitt des mittleren Isère-Tals unterhalb von Albertville und entsprach demjenigen des Kantons Grésy-sur-Isère, nachdem zu Beginn des Jahres 2013 die Gemeinden Bonvillard und Sainte-Hélène-sur-Isère zu den neun Gründungsmitgliedern hinzu stießen.

## Aufgaben
Zu den vorgeschriebenen Kompetenzen gehörten die Entwicklung und Förderung wirtschaftlicher Aktivitäten und des Tourismus sowie die Raumplanung auf Basis eines Schéma de Cohérence Territoriale. Der Gemeindeverband betrieb die Abwasserentsorgung (teilweise) und die Müllabfuhr und -entsorgung. Zusätzlich baute und unterhielt der Verband Sporteinrichtungen, förderte Sport- und Kulturveranstaltungen und bestimmte die Wohnungsbaupolitik. Die Verwaltung des Flugplatzes Albertville auf dem Gebiet der Gemeinde Tournon gehörte ebenfalls zu den Aufgaben des Gemeindeverbandes.

## Historische Entwicklung
Mit Wirkung vom 1. Januar 2017 fusionierte der Gemeindeverband mit
- Communauté de communes de la Région d’Albertville
- Communauté de communes du Beaufortain und
- Communauté de communes du Val d’Arly

und bildete so die Nachfolgeorganisation Communauté d’agglomération Arlysère.

## Ehemalige Mitgliedsgemeinden
Folgende 11 Gemeinden gehören der Communauté de communes de la Haute Combe de Savoie an:
| Gemeinde                 | Einwohner 1. Januar 2022 | Fläche km² | Dichte Einw./km² | Code INSEE | Postleitzahl |
| ------------------------ | ------------------------ | ---------- | ---------------- | ---------- | ------------ |
| Bonvillard               | 352                      | 17,1       | 21               | 73048      | 73460        |
| Cléry                    | 374                      | 10,9       | 34               | 73086      | 73460        |
| Frontenex                | 1.917                    | 1,7        | 1.128            | 73121      | 73460        |
| Grésy-sur-Isère          | 1.197                    | 9,0        | 133              | 73129      | 73460        |
| Montailleur              | 664                      | 15,3       | 43               | 73162      | 73460        |
| Notre-Dame-des-Millières | 1.000                    | 10,3       | 97               | 73188      | 73460        |
| Plancherine              | 462                      | 6,9        | 67               | 73202      | 73200        |
| Sainte-Hélène-sur-Isère  | 1.227                    | 14,4       | 85               | 73241      | 73460        |
| Saint-Vital              | 761                      | 3,6        | 211              | 73283      | 73460        |
| Tournon                  | 577                      | 4,9        | 118              | 73297      | 73460        |
| Verrens-Arvey            | 958                      | 10,8       | 89               | 73312      | 73460        |